# یانوشکوویتسه (استان اشوی‌داشکسیه)
یانوشکوویتسه (به لهستانی: Januszkowice) یک منطقهٔ مسکونی در لهستان است که در گمینا توچنپه واقع شده‌است. یانوشکوویتسه ۱۵۰ نفر جمعیت دارد.